# ペンタゴン・ペーパーズ/最高機密文書
『ペンタゴン・ペーパーズ/最高機密文書』（ペンタゴン・ペーパーズ/さいこうきみつぶんしょ、原題：The Post）は、2017年のアメリカ合衆国のサスペンス映画。
ベトナム戦争を分析・記録したアメリカ国防総省の最高機密文書、通称「ペンタゴン・ペーパーズ」の内容を暴露したワシントン・ポストの2人のジャーナリストの実話を映画化した社会派ドラマ。スティーヴン・スピルバーグ監督、メリル・ストリープ、トム・ハンクス出演。
本作は2017年ナショナル・ボード・オブ・レビュー賞の作品賞、男優賞、女優賞を受賞し、AFI賞のムービー・オブ・ザ・イヤー、タイムのトップ10フィルム・オブ・ザ・イヤーに選出された。さらに、第90回アカデミー賞の作品賞および主演女優賞、第75回ゴールデングローブ賞の作品賞 (ドラマ部門)、監督賞、主演女優賞 (ドラマ部門)（ストリープ）、主演男優賞 (ドラマ部門)（ハンクス）、脚本賞、作曲賞の6部門にノミネートされた。

## あらすじ
ジョン・F・ケネディとリンドン・B・ジョンソンの両大統領によってベトナム戦争が泥沼化し、アメリカ国民の間に戦争に対する疑問や反戦の気運が高まっていたリチャード・ニクソン大統領政権下の1971年、以前に戦況調査で戦場へ赴いたことがある軍事アナリスト ダニエル・エルズバーグは、ロバート・マクナマラ国防長官の指示のもとで自らも作成に関わった、ベトナム戦争を分析及び報告した国防総省の最高機密文書「ペンタゴン・ペーパーズ」を勤務先のシンクタンク、ランド研究所から持ち出しコピー機で複写、それを『ニューヨーク・タイムズ』紙の記者 ニール・シーハンに渡し、『ニューヨーク・タイムズ』がペンタゴン・ペーパーズの存在をスクープする。
『ワシントン・ポスト』紙の発行人のキャサリン・グラハムと部下で編集主幹のベン・ブラッドリーは、ペンタゴン・ペーパーズについての報道の重要性を理解し、ベンはキャサリンの友人でもあるマクナマラ長官から『ニューヨーク・タイムズ』が掲載しなかった残りの文書を手に入れるよう、彼女に進言する。だが、友人を追い詰めたくないとキャサリンから拒否され、ベンが仕方なく別の情報源を探り始めたとき、デスクに謎の女性から文書の一部が持ち込まれる。至急記事にしようと躍起になるベン達だったが、この文書もタイムズ紙から先にスクープされてしまう。しかし、2回も政府の機密文書をスクープしたことで、タイムズ紙は政府から記事の差し止めを要請される。それを知ったキャサリンはベンにその旨を伝え、差し止め命令が下されれば記事にすると法律違反となり、ポスト紙での掲載もできないと警告するが、これをチャンスと見たベンは、彼女の注意をよそに文書の入手を部下に命じる。
かつてランド研究所に勤めていたポスト紙の編集局次長 ベン・バグディキアンは、リークした人物が自分の知人ではないかと推測し、エルズバーグと接触することに成功する。そして、彼から残りの文書を入手してベンの自宅に運び、ページ番号が切り取られ順番がバラバラになった文書を、ベンが呼び集めた記者数人で繋ぎ合わせ、法律顧問からも法律上の問題について話し合おうとする。だが、記事掲載を役員と法律顧問から反対され、記者達は彼らと舌戦を繰り広げる。文書を記事にすると自社を潰すことになるのではと危惧し、選択に苦悩するキャサリンはマクナマラ長官にアドバイスを求め、その夜、電話でベン達から決断を迫られる。側近のフリッツ・ビーブは「自分なら掲載しない」と発言したが、キャサリンは記事の掲載を決断する。そして『ニューヨーク・タイムズ』と時に争いながらも連携し、「戦争中の政府の機密漏洩」という事態そのものを問題視し、記事を差し止めようとする政府と裁判を通じて戦う。

## キャスト
キャサリン・グラハム
演 - メリル・ストリープ、日本語吹替 -  高島雅羅
ワシントン・ポスト社主・発行人。
自殺した夫フィリップ・グラハムからポスト社の経営を引き継いだ。家族が築いてきた会社のことを考え行動しているが、役員会からは彼女が発行人であることに対して否定的な意見が上がっている。
立場上重要人物と交流する機会が多く、友人のマクナマラ長官らと交流する中でペンタゴン・ペーパーズの存在を知り、部下のベンと連携して情報を探るが、マクナマラから直接文書を入手することについては犯罪行為として頑なに拒む。
ベンとは信頼関係を築いているが、文書の記事掲載については株主公開を控えた会社のことも考え、ぶつかり合う。
ベン・ブラッドリー
演 - トム・ハンクス、日本語吹替 - 江原正士
ワシントン・ポスト編集主幹。
キャサリンがやめさせたアルフレッド・フレンドリーの後任として、ニューズウィークから引き抜かれた。役員からは取材費用が掛かり過ぎるとして、海賊と呼ばれ評判が悪い。
ライバル紙のニューヨーク・タイムズが大スクープをつかんだことにいち早く気付き、タイムズがペンタゴン・ペーパーズをスクープしてからはキャサリンやバグディキアンらと連携し、残りの文書の入手を試みる。
地方紙であるポスト紙をタイムズ紙と並ぶ一流紙にのし上げることを訴え、報道の自由を守るためキャサリンを説得し、文書の記事掲載に反対する役員や、圧力をかけてくる政府に屈せず記事掲載を目指す。
かつてはジョン・F・ケネディと友人関係で、たびたびパーティ等に招待されていた。
トニー・ブラッドリー
演 - サラ・ポールソン、日本語吹替 - 相沢恵子
ベン・ブラッドリーの妻。
同じ女性の立場から、決断を下したキャサリンの覚悟がどれほど大きいものなのかをベンに伝える。
ベン・バグディキアン
演 - ボブ・オデンカーク、日本語吹替 - 安原義人
ワシントン・ポスト編集局次長・記者。
以前はシンクタンクのランド研究所に勤務しており、ペンタゴン・ペーパーズをリークしたエルズバーグとは元同僚で、彼に接触して文書を手に入れようと奔走する。
フリッツ・ビーブ
演 - トレイシー・レッツ、日本語吹替 - 立川三貴
ワシントン・ポスト取締役会長。
経営に携わったばかりのキャサリンをそばで支え、彼女からも全幅の信頼を寄せられている。
アーサー・パーソンズ
演 - ブラッドリー・ウィットフォード、日本語吹替 - 山本満太
ワシントン・ポスト取締役。
女性が社主であることに批判的で、キャサリンの経営手腕を疑問視している。
映画のために創作された架空の人物。彼の考え方は当時のワシントン・ポスト役員たちのそれを投影している。
ロバート・マクナマラ
演 - ブルース・グリーンウッド、日本語吹替 - 花田光
第8代アメリカ合衆国国防長官。
表向きは政府の公表通りにメディア対応するが、内心は政府がベトナム戦争の実情を隠ぺいしていることに憤りを感じており、エルズバーグらにベトナム戦争の報告書を作成させる。
ダニエル・エルズバーグ
演 - マシュー・リース、日本語吹替 - 丸山智行
元アメリカ合衆国軍事アナリスト。
報告書作成のため戦地を訪れ、そこで知ったベトナム戦争の実情を国民に知らせるため、勤務先の研究所から文書を持ち出し、同僚のアンソニー・ルッソと共に実業家 リンダ・シネイの協力を得て文書を複製する。
ラリー・グラハム・ウェイマウス
演 - アリソン・ブリー、日本語吹替 - 竹内夕己美
キャサリン・グラハムの娘。
メグ・グリーンフィールド
演 - キャリー・クーン、日本語吹替 - 田村千恵
ワシントン・ポスト社説編集。
ロジャー・クラーク
演 - ジェシー・プレモンス、日本語吹替 - 梶川翔平
ワシントン・ポスト上級法律顧問弁護士。
ベンから、ペンタゴン・ペーパーズ掲載に際しての法的リスクについて相談を受ける。
アンソニー・エッセイ
演 - ザック・ウッズ、日本語吹替 - 渡部俊樹
ワシントン・ポスト顧問弁護士。
ロジャーと同じく、ベンからアドバイスを求められる。
ハワード・サイモンズ
演 - デヴィッド・クロス、日本語吹替 - 松川裕輝
ワシントン・ポスト編集局次長。
フィル・ジェイリン
演 - パット・ヒーリー、日本語吹替 - 竜門睦月
ワシントン・ポスト記者・社説編集。
ジーン・パターソン
演 - ジョン・ルー、日本語吹替 - さかき孝輔
ワシントン・ポスト編集局長。
マレー・マーダー
演 - リック・ホームズ、日本語吹替 - 関口雄吾
ワシントン・ポスト記者。
チャルマーズ・ロバーツ
演 - フィリップ・キャズノフ、日本語吹替 - 栗田圭
ワシントン・ポスト外交特派員主任。
まもなく定年を迎える。
ジュディス・マーティン
演 - ジェシー・ミューラー、日本語吹替 - 小若和郁那
ワシントン・ポスト記者・コラムニスト。
ニクソン大統領の次女の結婚式を皮肉を込めて評論したため、今後予定されている長女の結婚式への出席を拒否される。
エイブ・ローゼンタール
演 - マイケル・スタールバーグ、日本語吹替 - 各務立基
ニューヨーク・タイムズ編集局長。
ペンタゴン・ペーパーズのスクープを意気揚々とキャサリンに語るが、政府から訴訟を起こされることを知らされトーンダウンする。
アン・マリー・ローゼンタール
演 - デボラ・グリーン、日本語吹替 - 今泉葉子
エイブ・ローゼンタールの妻。
ドナルド・E・グラハム
演 - スターク・サンズ、日本語吹替 - 梶川翔平
ワシントン・ポスト記者。キャサリンの息子。
マイケル
演 - ウィル・デントン、日本語吹替 - 大西弘祐
インターンのワシントン・ポスト記者。
ベンからニューヨーク・タイムズに潜入を命じられ、翌日の朝刊の割付けを盗み見る。
リズ・ハイルトン
演 - ジェニファー・ダンダス、日本語吹替 - 片山加奈
キャサリンの個人秘書。
ジェームズ・グリーンフィールド
演 - クリストファー・インヴァー、日本語吹替 - 藤井隼
ニューヨーク・タイムズ編集人。
ニール・シーハン
演 - ジャスティン・スウェイン
ニューヨーク・タイムズ記者。
エルズバーグからペンタゴン・ペーパーズのコピーを入手し、最初に文書をスクープする。
リチャード・ニクソン
演 - カーゾン・ドベル、日本語吹替 - 玉野井直樹
第37代アメリカ合衆国大統領。
ペンタゴン・ペーパーズをリークされたことに激怒し、新聞社を訴える。

## スタッフ
- 監督 - スティーヴン・スピルバーグ
- 脚本 - リズ・ハンナ（英語版）、ジョシュ・シンガー
- 製作 - エイミー・パスカル、スティーヴン・スピルバーグ、クリスティ・マコスコ・クリーガー
- 製作総指揮 - トム・カーノウスキー、ジョシュ・シンガー、アダム・ソムナー、ティム・ホワイト、トレヴァー・ホワイト
- 撮影監督 - ヤヌス・カミンスキー,ASC
- プロダクションデザイナー - リック・カーター
- 編集 - マイケル・カーン,A.C.E.、サラ・ブロシャー
- 衣裳デザイン - アン・ロス
- 音楽 - ジョン・ウィリアムズ
- キャスティングディレクター - エレン・ルイス

日本語版スタッフ
- 字幕翻訳 - 松浦美奈
- 吹替翻訳 - 野口尊子
- 吹替演出 - 高橋正浩
- 吹替製作 - ニュージャパンフィルム

## 製作
2016年10月、エイミー・パスカルはブラックリストの2位にランクされたリズ・ハンナによる脚本『The Post』の映画化権を獲得したと発表した。2017年2月、スティーヴン・スピルバーグは、キャスティングが難航していた『The Kidnapping of Edgardo Mortara』のプリプロダクションを休止させたため、他の作品の監督に注力する時間ができた。2017年3月、メリル・ストリープとトム・ハンクスに出演オファーが出ているとの報道があった。そこで、スピルバーグは「脚本の初稿を読んだとき、映画化まで2年も3年も待てるような作品ではない、つまり、すぐにこれを映画化しなければならないと感じました。」と語っている。スピルバーグ、ストリープ、ハンクスの3人が、共に同じ作品に参加するのは初である。スピルバーグは難航していた『レディ・プレイヤー1』のポスト・プロダクション作業と並行して、本作を製作することにした。その際、『ジュラシック・パーク』と『シンドラーのリスト』を並行して製作したときの手法が使用された。撮影開始の10週間前に、ジョシュ・シンガーが脚本をリライトすることになった。
2017年5月30日、本作の主要撮影がニューヨークで始まった。6月6日、本作のタイトルが『The Post』から『The Papers』に変更されるとの報道があり、それと同時にアリソン・ブリー、デヴィッド・クロス、ブルース・グリーンウッド、トレイシー・レッツ、キャリー・クーン、ボブ・オデンカーク、サラ・ポールソン、ジェシー・プレモンスらの起用が発表された。8月25日、本作のタイトルが再び『The Post』に変更された。本作のファイナル・カットが完成したのは11月6日のことであった。スピルバーグの作品で「最も短期間で完成」 した作品となり、「この映画は私たちにとっての『ツイート』のようなものです」 とも発言をしている。

### 音楽
2017年7月、ジョン・ウィリアムズが本作で使用される楽曲を作曲すると報じられた。ウィリアムズは『レディ・プレイヤー1』で使用される楽曲の作曲も手掛ける予定だったが、双方のポスト・プロダクション作業の時期が重なったため、彼は本作の仕事に専念することにした。10月30日、楽曲の収録がロサンゼルスで始まった。

## マーケティング
2017年10月31日、本作のスチル写真が公開された。11月7日、『ザ・レイト・ショー・ウィズ・スティーヴン・コルベア』で本作のファースト・トレイラーが公開され、翌日にはポスターが公開された。11月21日には、『Uncover the Truth』と題されたTVコマーシャルが放送された。

## 騒動
2018年1月14日、本作がレバノンのレイティング審査で却下されたという報道があった。スピルバーグ監督が『シンドラーのリスト』（1993年）でエルサレムでの撮影を行ったことが問題視されたためである。17日、レバノンの首相を務めるサード・ハリーリーの介入もあって、本作に対する上映禁止の決定が覆されたと報じられた。

## 評価

### 興行収入
製作費5000万ドルに対し、アメリカ合衆国とカナダで$81,903,458、他国で$95,766,894を稼ぎ、合計は$177,670,352となった。
12月22日～24日の公開週末に限定すると、9の劇場で$526,011を稼いだ（クリスマスを含めた4日間の合計は$762,057となった）。次週には$561,080を稼ぎ、劇場ごとの平均額は$62,342となり、2017年で最も稼いだものの一つとなった。

### 当事者からの評価
1970年代前半の『ニューヨーク・タイムズ』記者のジェームズ・グリーンフェルド、アラン・シーガル、ジェームズ・グッデイル、マックス・フランケルは、本作がペンタゴン・ペーパーズをめぐる一連の報道における同紙の役割を軽視していると批判している。

### 受賞
| 賞                                       | 発表日         | カテゴリ                       | 対象者                            | 結果       | 出典   |
| ---------------------------------------- | -------------- | ------------------------------ | --------------------------------- | ---------- | ------ |
| ナショナル・ボード・オブ・レビュー賞     | 2017年11月28日 | 作品賞                         |                                   | 受賞       | [ 39 ] |
| ナショナル・ボード・オブ・レビュー賞     | 2017年11月28日 | 主演男優賞                     | トム・ハンクス                    | 受賞       | [ 39 ] |
| ナショナル・ボード・オブ・レビュー賞     | 2017年11月28日 | 主演女優賞                     | メリル・ストリープ                | 受賞       | [ 39 ] |
| アカデミー賞                             | 2018年3月4日   | 作品賞                         |                                   | ノミネート | [ 40 ] |
| アカデミー賞                             | 2018年3月4日   | 主演女優賞                     | メリル・ストリープ                | ノミネート | [ 40 ] |
| ACEエディ賞                              | 2018年1月26日  | 長編映画編集賞 (ドラマ部門)    | マイケル・カーン サラ・ブロシャー | ノミネート | [ 41 ] |
| アメリカン・フィルム・インスティチュート | 2018年1月5日   | ムービー・オブ・ザ・イヤー     |                                   | 受賞       | [ 42 ] |
| 美術監督組合                             | 2018年1月27日  | 歴史映画部門                   | リック・カーター                  | ノミネート | [ 43 ] |
| 放送映画批評家協会賞                     | 2018年1月11日  | キャスト（アンサンブル演技）賞 |                                   | ノミネート | [ 44 ] |
| 放送映画批評家協会賞                     | 2018年1月11日  | 主演男優賞                     | トム・ハンクス                    | ノミネート | [ 44 ] |
| 放送映画批評家協会賞                     | 2018年1月11日  | 主演女優賞                     | メリル・ストリープ                | ノミネート | [ 44 ] |
| 放送映画批評家協会賞                     | 2018年1月11日  | 監督賞                         | スティーヴン・スピルバーグ        | ノミネート | [ 44 ] |
| 放送映画批評家協会賞                     | 2018年1月11日  | 編集賞                         | マイケル・カーン サラ・ブロシャー | ノミネート | [ 44 ] |
| 放送映画批評家協会賞                     | 2018年1月11日  | オリジナル脚本賞               | リズ・ハンナ ジョシュ・シンガー   | ノミネート | [ 44 ] |
| 放送映画批評家協会賞                     | 2018年1月11日  | 作品賞                         |                                   | ノミネート | [ 44 ] |
| 放送映画批評家協会賞                     | 2018年1月11日  | 作曲（音楽）賞                 | ジョン・ウィリアムズ              | ノミネート | [ 44 ] |
| ゴールデングローブ賞                     | 2018年1月7日   | 主演男優賞 (ドラマ部門)        | トム・ハンクス                    | ノミネート | [ 45 ] |
| ゴールデングローブ賞                     | 2018年1月7日   | 主演女優賞 (ドラマ部門)        | メリル・ストリープ                | ノミネート | [ 45 ] |
| ゴールデングローブ賞                     | 2018年1月7日   | 監督賞                         | スティーヴン・スピルバーグ        | ノミネート | [ 45 ] |
| ゴールデングローブ賞                     | 2018年1月7日   | 作品賞 (ドラマ部門)            |                                   | ノミネート | [ 45 ] |
| ゴールデングローブ賞                     | 2018年1月7日   | 作曲賞                         | ジョン・ウィリアムズ              | ノミネート | [ 45 ] |
| ゴールデングローブ賞                     | 2018年1月7日   | 脚本賞                         | リズ・ハンナ ジョシュ・シンガー   | ノミネート | [ 45 ] |
| サターン賞                               | 2018年1月27日  | スリラー映画賞                 |                                   | ノミネート | [ 46 ] |

## 備考
- エンドクレジットで本作は2012年に他界した映画監督ノーラ・エフロンに捧げられている。エフロンはホワイトハウスでインターンを行った経験やニューヨーク・ポストのジャーナリストを務めた経験がある。また、エフロンの元・夫はカール・バーンスタインであり、1972年にボブ・ウッドワードと共にウォーターゲート事件を告発したワシントン・ポストのジャーナリストである。本作の後日談とも言える『大統領の陰謀』の脚本を推敲する過程で、バーンスタインを通じエフロンもクレジット無しで関わっており、彼女が書いたシークエンスが一つ(現実の取材活動には無いフィクションだが)残っている。
- スピルバーグは生前のエフロンと親しく、メリル・ストリープとトム・ハンクスの双方もエフロン監督作に出演したことがある。また、1986年のエフロン脚本作品『心みだれて』はエフロン自身の経験をベースとした半自伝映画であり、エフロンがモデルのキャラクターをストリープが演じた。
- マクナマラ国防長官を演じたのは『13デイズ』ではマクナマラの上司であるジョン・F・ケネディ役も演じたブルース・グリーンウッド。本作同様『大統領の陰謀』やワシントン・ポスト誌と深い関係のある『ザ・シークレットマン』が近い時期に公開されているが、グリーンウッドはそちらにも出演している。